# Kasper Schmeichel
Kasper Peter Schmeichel (født 5. november 1986 i København) er en dansk professionel fodboldspiller, der spiller som målmand for den skotske Scottish Premiership-klub Celtic FC. Han er søn af den tidligere landsholdsspiller Peter Schmeichel og har spillet 17 kampe for Danmarks U/21-landshold. Efter Thomas Sørensens framelding på grund af en skade blev Kasper Schmeichel udtaget til A-landsholdet til EM-slutrunden i 2012, og han har været dansk førstemålmand siden 2014.
Schmeichel startede sin karriere i Manchester City. Han fik debut på klubbens førstehold efter et lejeophold hos klubberne Darlington, Bury og Falkirk. Egentlig skulle Schmeichel spille med rygnummer 1 i starten af 2007-08-sæsonen, men efter købet af Joe Hart blev Schmeichel udlånt til Cardiff City. Han viste stor interesse for at blive i Cardiff, men efter salget af Andreas Isaksson til PSV Eindhoven blev Schmeichel kaldt tilbage til Manchester City. I januar 2009 skrev Manchester City kontrakt med Shay Given, hvilket betød at der ville blive meget begrænset spilletid til Schmeichel og som følge heraf skiftede han i august 2009 til Notts County. Efter en blot en enkelt sæson i Leeds United F.C. kom han til Leicester City F.C. i sommeren 2011, og her blev han en afgørende spiller i klubbens against-all-odds mesterskab i 2016. I september 2023 skiftede han til den belgiske klub Anderlecht.Og skiftede i juli 2024 til den skotske klub Celtic FC.

## Klubkarriere
Som 15-årig var han til prøvetræning i Brøndby IF, men fik undervejs mulighed for at prøvetræne i Manchester City, som han skiftede til permanent i 2002. Han skiftede til League Two-klubben Darlington på en lejekontrakt i januar 2006, hvor han fik debut mod Peterborough United på 96.6 TFM Arena den 14. januar 2006. Darlington vandt kampen 2–1, og Schmeichel lukkede kun et mål ind af Peterborough-angriberen James Quinn. Han lavede sit første clean sheet tre dage senere mod Grimsby Town. Han optrådte endnu to gange for Darlington før han vendte tilbage til Manchester City. 
En måned efter sin tilbagekomst til Manchester City blev han igen udlånt. Denne gang til Bury, hvor han optrådte 15 gange på førsteholdet i løbet af sin tre måneder lange lejekontrakt. Han forlængede sin lejekontrakt med Bury den efterfølgende sæson.
Schmeichel kom til Scottish Premier League-klubben Falkirk på en lejekontrakt fra januar 2007 indtil slutningen af 2006–07-sæsonen. Han blev tildelt æren som man of the match efter en kamp mod Rangers den 18. februar 2007. Han meddelte i maj 2007, at han var interesseret i at forlænge sin lejekontrakt med Falkirk, og klubben viste også interesse for at forlænge kontrakten med Schmeichel.

### Gennembrud i Manchester City
Ved Schmeichels Premier League-debut den 11. august 2007 vandt Manchester City på udebane over West Ham United med 2-0, og Kasper Schmeichel stod en fejlfri kamp. I anden og tredje kamp formåede Kasper ligeledes at holde nullet, endda med det resultat at Manchester City slog lokalrivalerne fra Manchester United med 1-0.
Schmeichel reddede et straffespark fra Arsenals Robin van Persie den 25. august 2007. Dette var dog ikke nok til at vinde kampen, som City tabte 1-0. Schmeichel blev, trods nederlaget, udnævnt til man of the match. Han spillede de første syv af Manchester Citys kampe i løbet af 2007-08-sæsonen og lukkede blot fem mål ind.
Han skrev under på en ny fire-årig kontrakt med City i september 2007. Dette blev efterfulgt af, at Schmeichel skrev en lejekontrakt med Championship-klubben Cardiff City den 25. oktober 2007. Han fik debut for Cardiff den 27. oktober 2007, hvor holdet spillede 1–1 mod Scunthorpe United. I 2007 modtog han prisen som årets danske U/21-talent.
Op til kontraktudløbet med Cardiff meddelte Schmeichel, at han var villig til at forlænge sin kontrakt, og den 22. november blev kontrakten forlænget indtil slutningen af året. Dog kort efter forlængelsen af kontrakten blev Joe Hart udnævnt som ny førstemålmand i Manchester City efter svenskeren Andreas Isaksson, som derfor gerne ville skifte klub. Dette betød at Citys træner, Sven-Göran Eriksson, ikke ville tillade at Cardiff beholdt Schmeichel efter hans første lejeophold i klubben udløb den 2. januar. Den 3. januar 2008 vendte Schmeichel tilbage til Manchester City.
Den 13. marts 2008 blev Schmeichel udlånt til Coventry City indtil slutningen på sæsonen. Op til sæsonafslutningen udtalte faderen, Peter Schmeichel, under et tv-interview, at hans søn ikke var glad for sit ophold i Manchester City og at han gerne ville forlade klubben.
Schmeichel vendte tilbage til City of Manchester Stadium op til sæsonafslutningen, hvor han fik ændret sit trøjenummer til 16. Han udtalte at han gerne ville forlade Manchester City, samt at han fortrød at have skrevet under på en fire-årig kontrakt.
Den 16. november blev Schmeichel indskiftet ved en kamp i det fjortende minut efter Joe Hart pådrog sig en skade. Kampen endte med et 2–2 resultat mod Hull City. Den 4. januar 2009 meddelte Schmeichel i Daily Mail at han var klar til at forlade Manchester City.

### Notts County
Den 14. august 2009 skrev Schmeichel kontrakt med Football League Two-klubben Notts County i en handel, der formentlig var klubbens til dato dyreste transfer. Skiftet genforende Schmeichel med den tidligere Manchester City-træner, Sven-Göran Eriksson, der kort forinden var blevet klubbens fodbolddirektør. Schmeichel var Notts Countys højstbetalte spiller med en årsløn på 1 million pund. Han debuterede med clean sheet og en 3-0-sejr den 22. august over Dagenham & Redbridge. Baseret på en stribe gode præstationer blev Schmeichel i oktober udvalgt som månedens spiller i Notts County.
Under Schmeichels ophold i Notts County lukkede klubben kun 0.7 mål ind pr. kamp. Schmeichels clean sheets i Notts County lå på 52.7 procent (20 ud af 38 kampe). Schmeichel var med til at vinde sæsonen 2009-10 sammen med Notts County, hvilket gjorde at klubben rykkede op i Football League One. I 2010 blev det annonceret, at Notts County ville ophæve den fem-årige kontrakt med Schmeichel ved sæsonafslutningen. Grunden var klubbens økonomiske situation.

### Leeds United
Den 27. maj 2010, efter at have været rygtet til både Premiership- og Bundesligaklubber, skrev Schmeichel under på en to-årig kontakt med Leeds United. Han skiftede officielt til Leeds den 1. juli 2010. Efter megen spekulation om hvem, der skulle være Leeds' førstemålmand for de kommende sæsoner, blev Schmeichel, efter nogle gode præsentationer, udvalgt til førstemålmand foran Shane Higgs. Schmeichel fik debut for Leeds den 7. august 2010 mod Derby County. Trods Leeds' 2-1 nederlag blev Schmeichel hædret som kampens bedste spiller efter flere redninger i løbet af kampen.
Den 3. september 2010 var han blandt de nominerede til prisen som månedens spiller i The Championship. Schmeichel blev dog forbigået, og æren tilfaldt i stedet Queens Park Rangers' Adel Taarabt.

### Leicester
I sommeren 2011 skiftede Schmeichel til Leicester City F.C., hvor han blev endnu engang blev genforenet med Göransson. I sin første sæson i klubben blev han kåret som årets spiller i Leicester af både tilhængerne og holdkammeraterne. Da Schmeichel kom til klubben, spillede holdet i Championships, og i 2013 kiksede oprykningen til Premier League akkurat. I 2014 var der dog ingen tvivl, idet Leicester vandt rækken med 102 point (det næsthøjeste nogensinde på det tidspunkt), og Leicester og Schmeichel var dermed i Premier League.
Efter at være blevet nummer fjorten i første sæson i øverste række (hvor Schmeichel var skadet og ude i næsten tre måneder) oplevede Leicester sin største sæson nogensinde, da holdet meget overraskende vandt det engelske mesterskab. Mesterskabet kom i hus 2. maj 2016, da Schmeichel var 29 år, hvilket af hans far blev sammenlignet med, da han blev engelsk mester første gang (med Manchester United), hvilket også skete 2. maj (1993), da han var 29 år.
Skønt de følgende sæsoner ikke var helt så succesfulde for Leicester og Schmeichel er han fortsat som sikker bageste skanse for holdet og har spillet samtlige Premier League-kampe siden sommeren 2018 (pr. juli 2021). Klubbens seneste store resultat var sejren i FA Cuppen i maj 2021, hvor de besejrede Chelsea F.C. med 1-0, hvor Schmeichel var anfører.

## Landsholdskarriere
Mens han spillede i Manchester City, blev Schmeichel udtaget til det danske U/19-landshold i august 2004, og debuterede i en kamp, der endte uafgjort 0–0 mellem Nordirland og Danmark den 2. september 2004. Schmeichel nåede at spille otte U/19-kampe indtil marts 2005. I oktober 2005 blev han udtaget til U/20-landsholdet,, dog uden at spille en eneste kamp før oktober 2006. Dagen efter sin debut på U/20-landsholdet, blev Schmeichel sendt som stand-in for Jesper Christiansen til træning med det danske landshold, og han blev efter sin stand in-opgave udtaget som en erstatning for den skadede Theis Rasmussen i U/21-truppen.
Schmeichel var ikke en del af den U/21-trup, som blev udtaget af træner Keld Bordinggaard i november 2006, eftersom man afventede at hans fremtid i engelsk fodbold ville blive afgjort. Efter sit lejeophold i  Falkirk blev han igen udtaget til U/21-landsholdet og fik debut i marts 2007, i en kamp der dog endte med et nederlag på 3-1 til Frankrig. I november 2007 blev Schmeichel kåret til årets Arla-talent, da han med tre clean sheets i træk for Manchester City imponerede Citys træner Sven-Göran Eriksson. Han spillede i alt 17 kampe for U/21-landsholdet fra marts 2007 til oktober 2008.

Efter sine gode præsentationer for Manchester City blev det den 23. august 2007 meddelt, at den engelske landstræner havde sat fodboldforbundet til at undersøge, om Schmeichel i fremtiden kunne optræde på det engelske landshold, hvilket han dog afviste med følgende udtalelse: 
| Citat | Jeg er stolt over at være dansker og over at repræsentere Danmark, og det vil jeg fortsætte med hele min karriere | Citat |
|       | |       |

Efter en god sæson for Leeds United blev Kasper Schmeichel den 13. maj 2011 udtaget til bruttotruppen til det danske A-landshold for første gang. Med Thomas Sørensens afbud til EM-slutrunden 2012 blev Schmeichel indkaldt som tredjemålmand efter Stephan Andersen og Anders Lindegaard.
Schmeichel fik debut på A-landsholdet 6. februar 2013 i udekampen mod Makedonien. Han blev snart førstemålmand for Danmark og gjorde blandt andet indtryk i sin tredje kamp, hvor Danmark ganske vist tabte 0-1 til England, men Schmeichels præstation blev generelt rost.
Under VM-slutrunden 2018 blev Schmeichel to gange kåret til kampens spiller, heriblandt i ottendedelsfinalen mod de senere sølvvindere fra Kroatien. I denne kamp reddede Schmeichel et straffespark fra Luka Modrić i den forlængede spilletid og yderligere to i straffesparkskonkurrencen. De danske skytter brændte imidlertid tre, så Danmark var ude af turneringen.
Ved EM-slutrunden 2020 (afholdt i 2021) reddede han i semifinalens forlængede spilletid et straffespark fra engelske Harry Kane, men Kane opsnappede den løse bold og scorede i andet forsøg, hvilket gav englænderne sejren på 2-1.

## Privat
Kasper er søn af Peter og Bente Schmeichel. Hans søster er influenceren Cecilie Schmeichel. Kasper er gift med Stine Gyldenbrand. De bor i Frankrig og har tre børn sammen. En søn født i 2010, en datter født i oktober 2012, og en datter født i 2021.

## Meritter

### Klub
Notts County
- League Two: 2009–10

Leicester City
- The Championship: 2013-14
- Premier League: 2015-16
- FA Cup: 2020-21

Celtic
- Scottish premiership: 2024-25

### Individuel
- Årets U/21-talent: 2007
- Månedens spiller i League Two: Oktober 2009
- PFA League Two Fans' Player of the Year 2009/2010
- Årets fodboldspiller i Danmark: 2015, 2016 og 2018 (kåret til Dansk Fodbold Awards), 2016 og 2019 (kåret af Spillerforeningen)[63]